# Bahnhof Gemünden (Wohra)

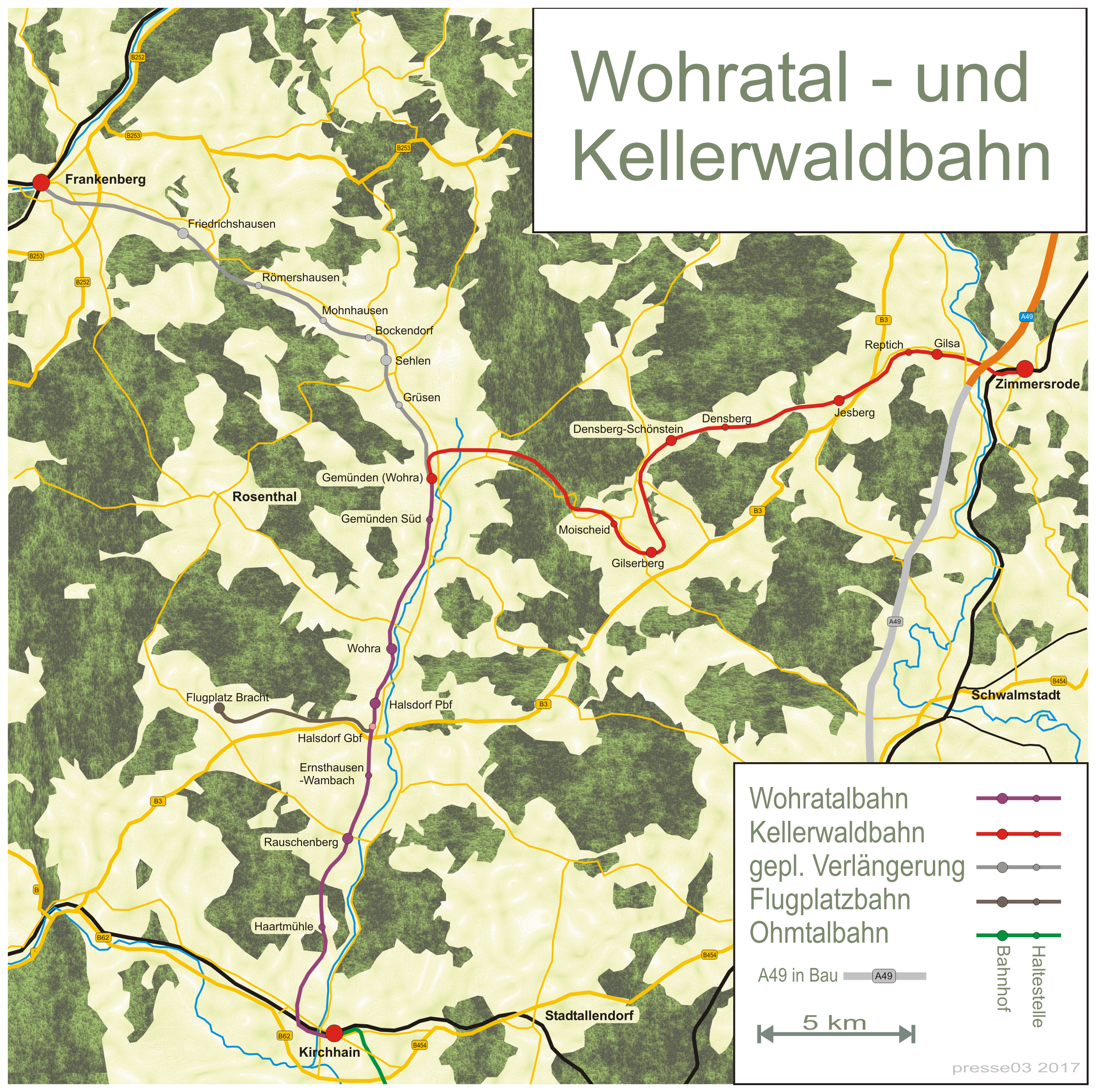
Karte Wohratal- und Kellerwaldbahn

Der Bahnhof Gemünden (Wohra) war Endpunkt der Wohratalbahn nach Kirchhain und der Kellerwaldbahn nach Zimmersrode. Das Empfangsgebäude des Bahnhofs hat Stilllegung und Abbau der Bahnstrecken überdauert und ist heute ein Kulturdenkmal nach dem Hessischen Denkmalschutzgesetz. Der an der Wohratalbahn gelegene Haltepunkt Gemünden (Wohra) Süd war wegen seiner günstigeren Lage zur Stadt für den Personenverkehr von Bedeutung.

## Geschichte
Der Bahnhof der nordhessischen Kleinstadt Gemünden (Wohra) war als Betriebsmittelpunkt einer Nebenbahn von Kirchhain nach Frankenberg (Eder) und Endpunkt der Nebenbahn Zimmersrode–Gemünden vorgesehen. Das von Alois Holtmeyer errichtete Bahnhofsgebäude wurde am 2. Oktober 1911 mit der Eröffnung der Kellerwaldbahn in Betrieb genommen. Die vorgesehene Fortsetzung der Wohratalbahn nach Frankenberg wurde als Folge des Ersten Weltkrieges nicht gebaut. Dadurch erlangte der Bahnhof nie die ihm zugedachte Bedeutung und auch die bereits fertiggestellten Anlagen und das Empfangsgebäude waren für das tatsächliche Verkehrsaufkommen zu groß bemessen.
Am 28. Mai 1972 endete auf beiden Strecken der Personenverkehr und der Güterverkehr zwischen Zimmersrode und Gilserberg. Der verbliebene Güterverkehr der Kellerwaldbahn wurde bis zur Einstellung des Gesamtverkehrs im Winter 1980/81 über Gemünden und die Wohratalbahn abgewickelt. Die Gleise wurden 1982 abgebaut.

## Bahnanlagen

### Empfangsgebäude
Das Empfangsgebäude mit angebautem Güterschuppen entstand nach einem Entwurf von Alois Holtmeyer im Jahr 1912. Es ist ein traufständiger Putzbau, dessen flankierende Anbauten zum Teil in Fachwerk ausgeführt sind. Der Bau ist in neobarocken Formen mit Mansarddach gestaltet.

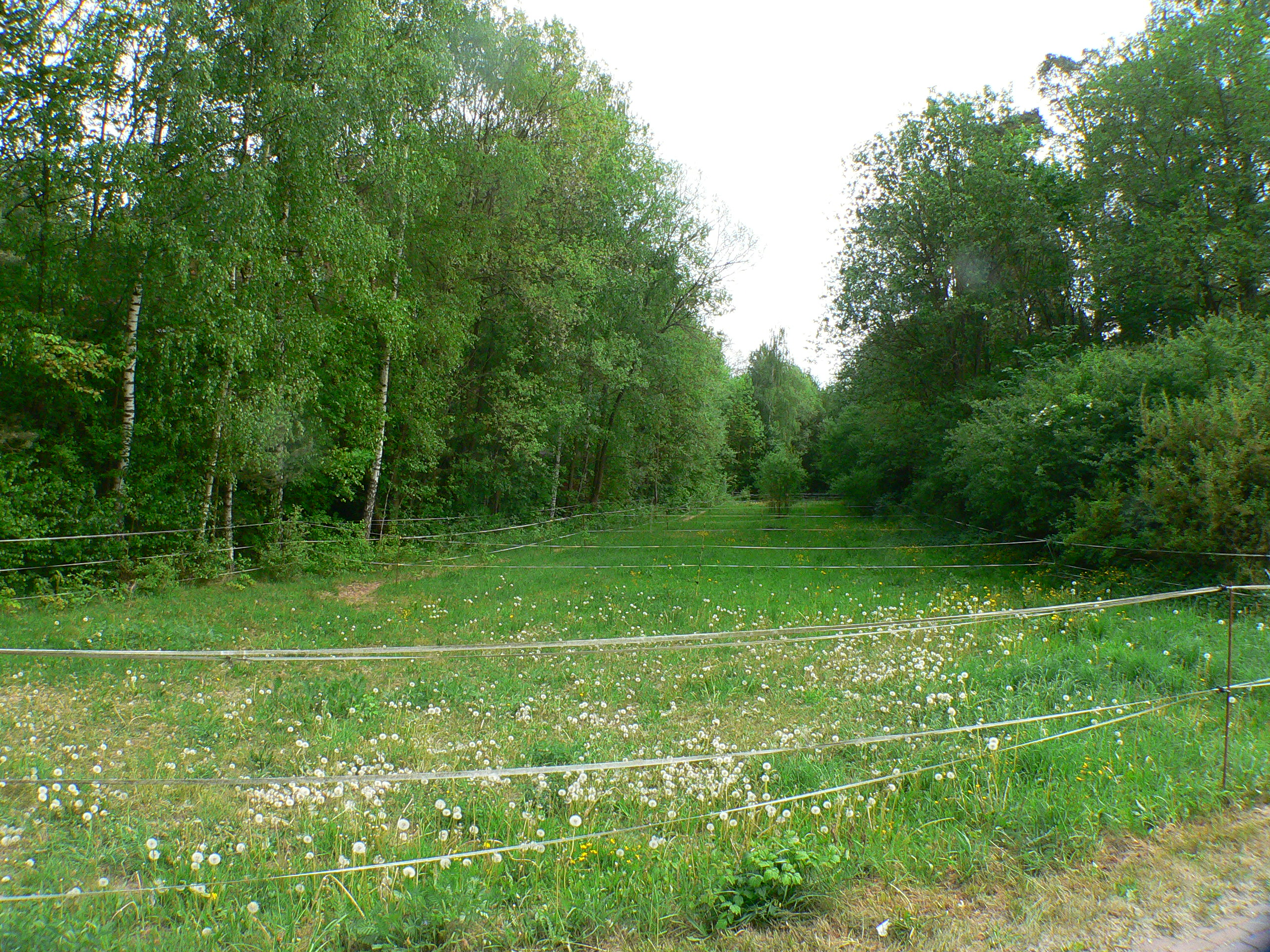
Ehemaliges Gleisfeld am Bahnhof Gemünden (Wohra)

### Güterverkehr
Für den Güterverkehr stand neben den Freiladegleisen eine Kopf- und Seitenrampe sowie eine Gleiswaage für Lasten bis 35 t zur Verfügung.

### Lokomotivbahnhof
In Gemünden bestand am Bahnhofskopf Richtung Zimmersrode ein Lokomotivbahnhof mit einem zweigleisigen Lokschuppen und einer Bekohlungsanlage. Der Lokomotivbahnhof war dem Bahnbetriebswerk Marburg (Lahn) zugeordnet.

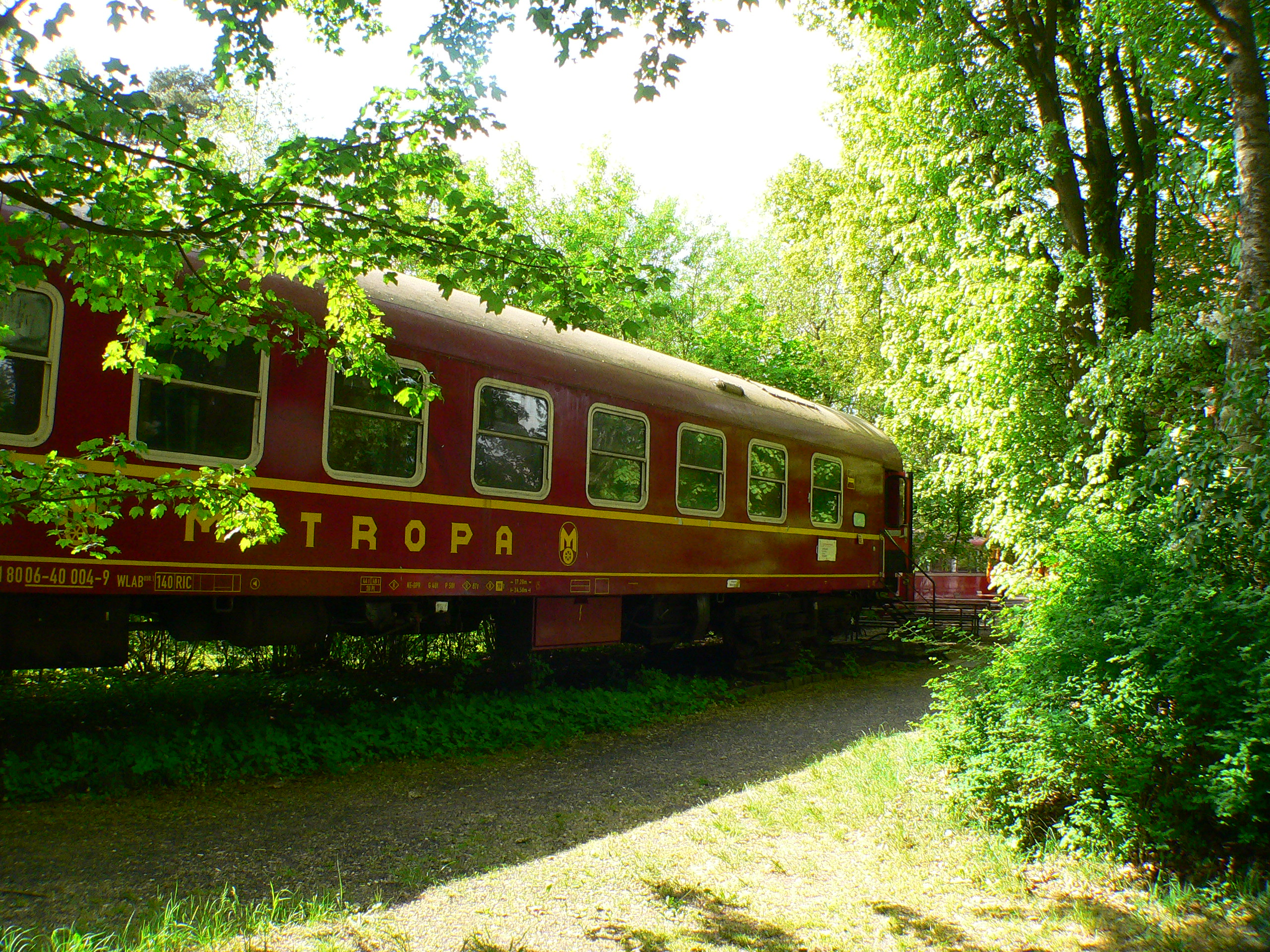
Mitropa-Schlafwagen am Bahnhof Gemünden (Wohra)

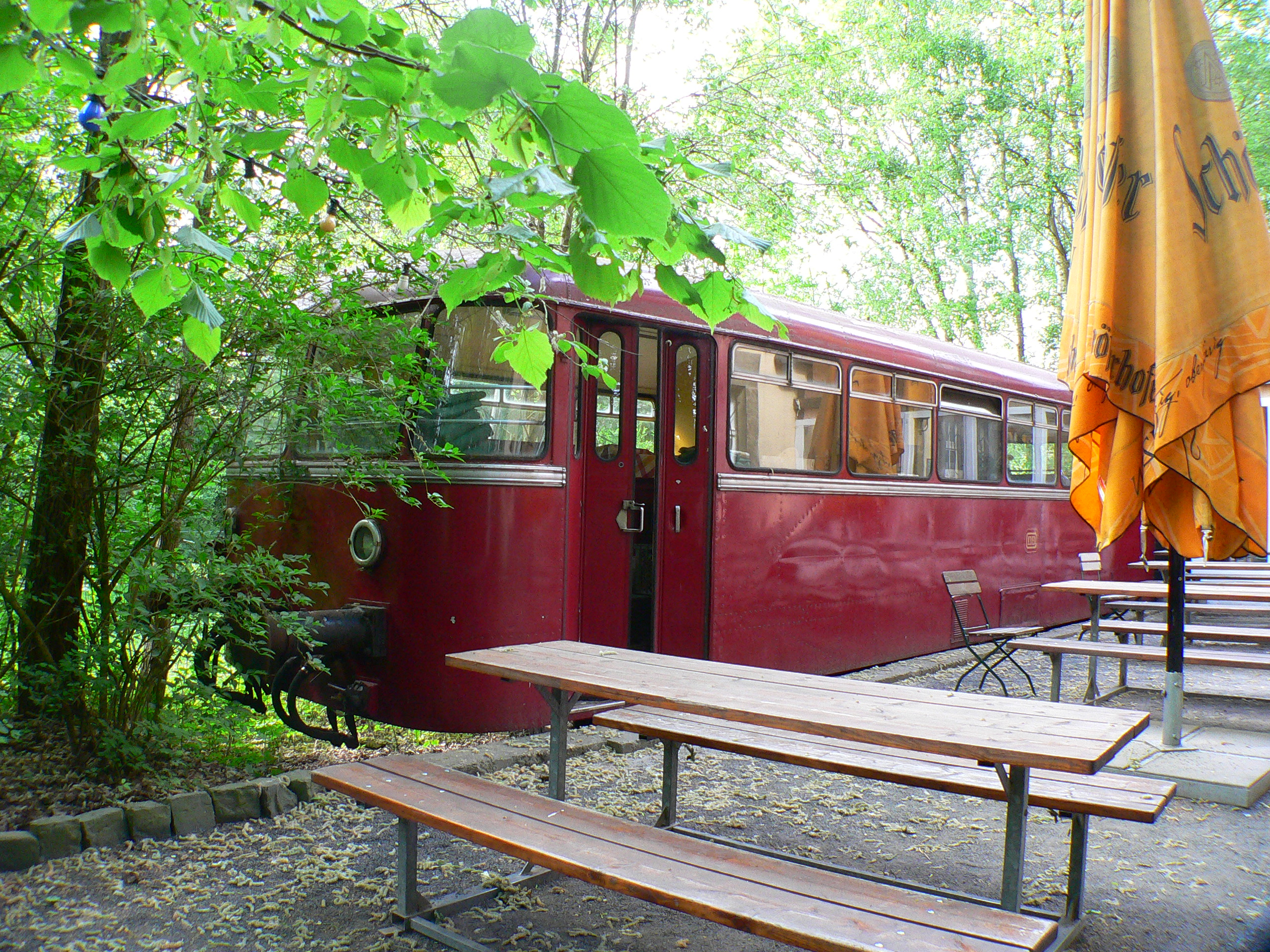
Schienenbus-Beiwagen am ehemaligen Bahnsteig

## Kulturdenkmal „Alter Bahnhof“
Nach Stilllegung der Bahn wurde das Gebäude denkmalpflegerisch saniert und unter dem Namen „Alter Bahnhof“ seit 1986 gastronomisch genutzt. Schon 1993 erhielt der „Alte Bahnhof“ den Hessischen Denkmalschutzpreis. Der große Güterschuppen wurde für Familien- und Vereinsfeiern umgerüstet und der ehemalige Bahnsteig in einen Biergarten verwandelt. Zudem wurde ein Schienenbus für kleine intime Sonderveranstaltungen aufgestellt, etwa für Kindergeburtstage oder Schülergruppen. Weiter wurde ein alter Mitropa-Schlafwagen der Deutschen Reichsbahn als Übernachtungsmöglichkeit aufgestellt.
„Gleis 3 – Kunst & Kultur e. V.“ heißt ein Verein, der seit 2002 ebenfalls im Alten Bahnhof ansässig ist. Sein Programmangebot reicht von Konzerten über Vernissagen, Kasperletheater und Literarischem Frühstück bis zum Flohmarkt.

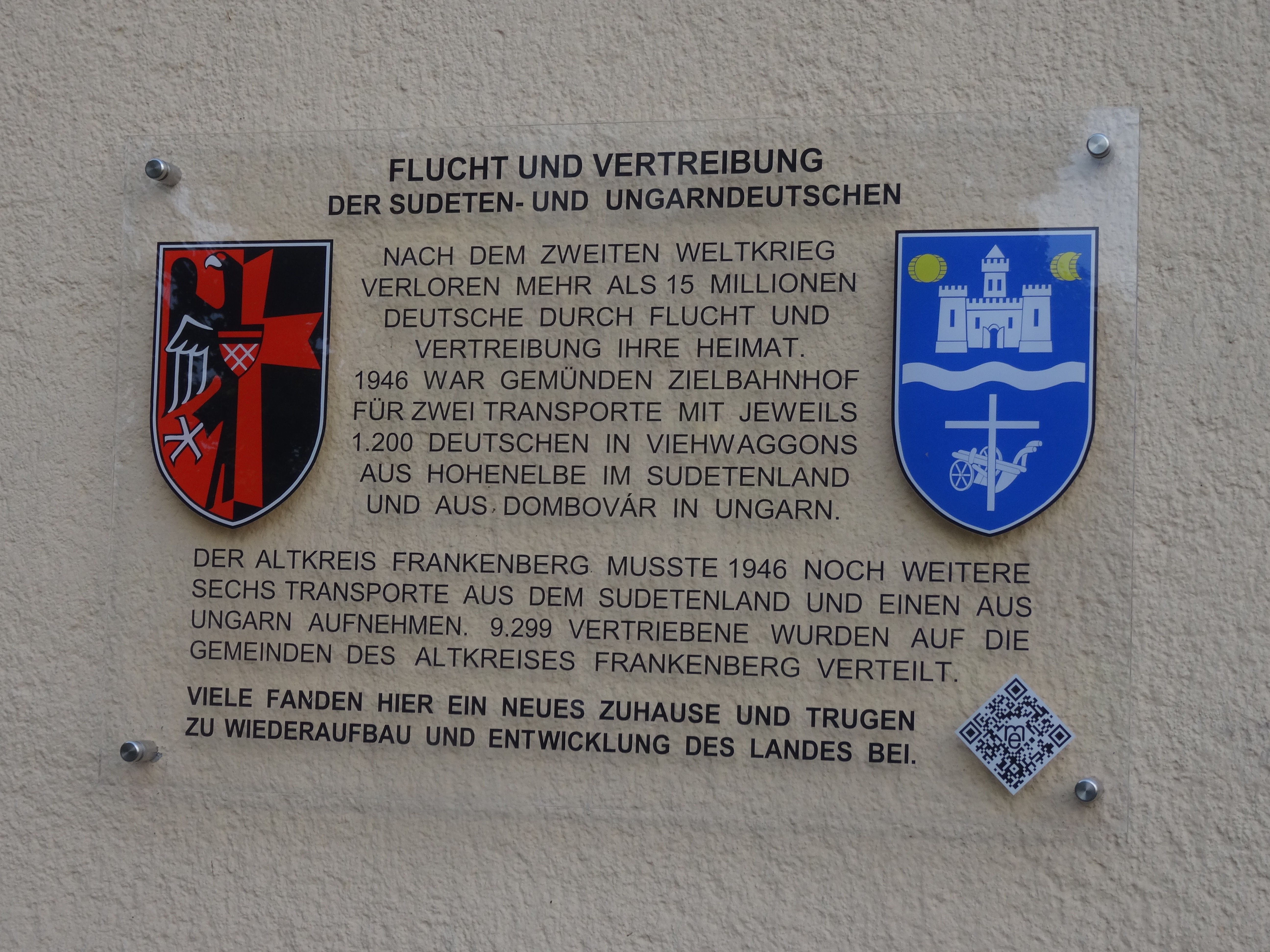
Gedenktafel für die Heimatvertriebenen

Am 30. Juli 2018 wurde an der Außenmauer eine Gedenktafel für die beiden Transporte der Heimatvertriebenen aus Hohenelbe, Sudetenland und Dómbovár, Ungarn, jeweils 1200 Personen, enthüllt.

## Haltepunkt Gemünden (Wohra) Süd
Die Lage des Gemündener Bahnhofs im Norden der Stadt wurde durch den Streckenverlauf Richtung Frankenberg und die Einführung der Kellerwaldbahn bestimmt. Günstiger zur Stadt lag der Haltepunkt Gemünden (Wohra) Süd. Die Entfernung zwischen beiden Stationen betrug 1,7 km. Mit der Einstellung des Personenverkehrs wurde auch der Haltepunkt aufgehoben. Das Stationsgebäude besteht noch.